# Instituto Mexicano de Psicoanálisis
El Instituto Mexicano de Psicoanálisis, A.C. (IMPAC) es una institución mexicana dedicada a la formación, investigación y práctica clínica del psicoanálisis. Fue fundado el 8 de marzo de 1963 en la Ciudad de México por el psicoanalista germano-estadounidense Erich Fromm, uno de los principales representantes del psicoanálisis humanista y miembro destacado de la Escuela de Fráncfort. Fromm, quien residió en México durante más de dos décadas, fue nombrado fundador honorario y director vitalicio del instituto.
El IMPAC surgió a partir de las actividades formativas que Fromm realizó en México desde 1951 con un grupo de médicos y psiquiatras interesados en una orientación psicoanalítica no ortodoxa. Este grupo se organizó inicialmente como la Sociedad Mexicana de Psicoanálisis y dio lugar posteriormente a la creación del instituto. El IMPAC mantiene hasta la actualidad un enfoque humanista del psicoanálisis, centrado en la dimensión ética, social y cultural del ser humano.
El instituto ofrece programas de maestría, diplomados y seminarios clínicos, y su sede se ubica en la colonia Copilco Universidad, en un edificio de estilo modernista diseñado por Enrique y Agustín Landa Verdugo. Entre 2022 y 2025, el inmueble fue restaurado y reforzado con apoyo de la Fundación Espinosa Rugarcía, en atención a su valor arquitectónico e histórico.

## Historia
El origen del Instituto Mexicano de Psicoanálisis se remonta a la llegada de Erich Fromm a México en 1950. Inicialmente instalado en Cuernavaca, Fromm comenzó a impartir seminarios en la Ciudad de México a un grupo de médicos y psiquiatras interesados en el psicoanálisis de orientación humanista. Entre 1951 y 1957, este grupo se consolidó como el Grupo Mexicano de Estudios Psicoanalíticos, antecedente directo del instituto.
En 1956, ese grupo se constituyó legalmente como la Sociedad Mexicana de Psicoanálisis, con la participación de figuras como Aniceto Aramoni, Guillermo Dávila García, Ramón de la Fuente, Jorge Derbez y otros.